# Karttikeya

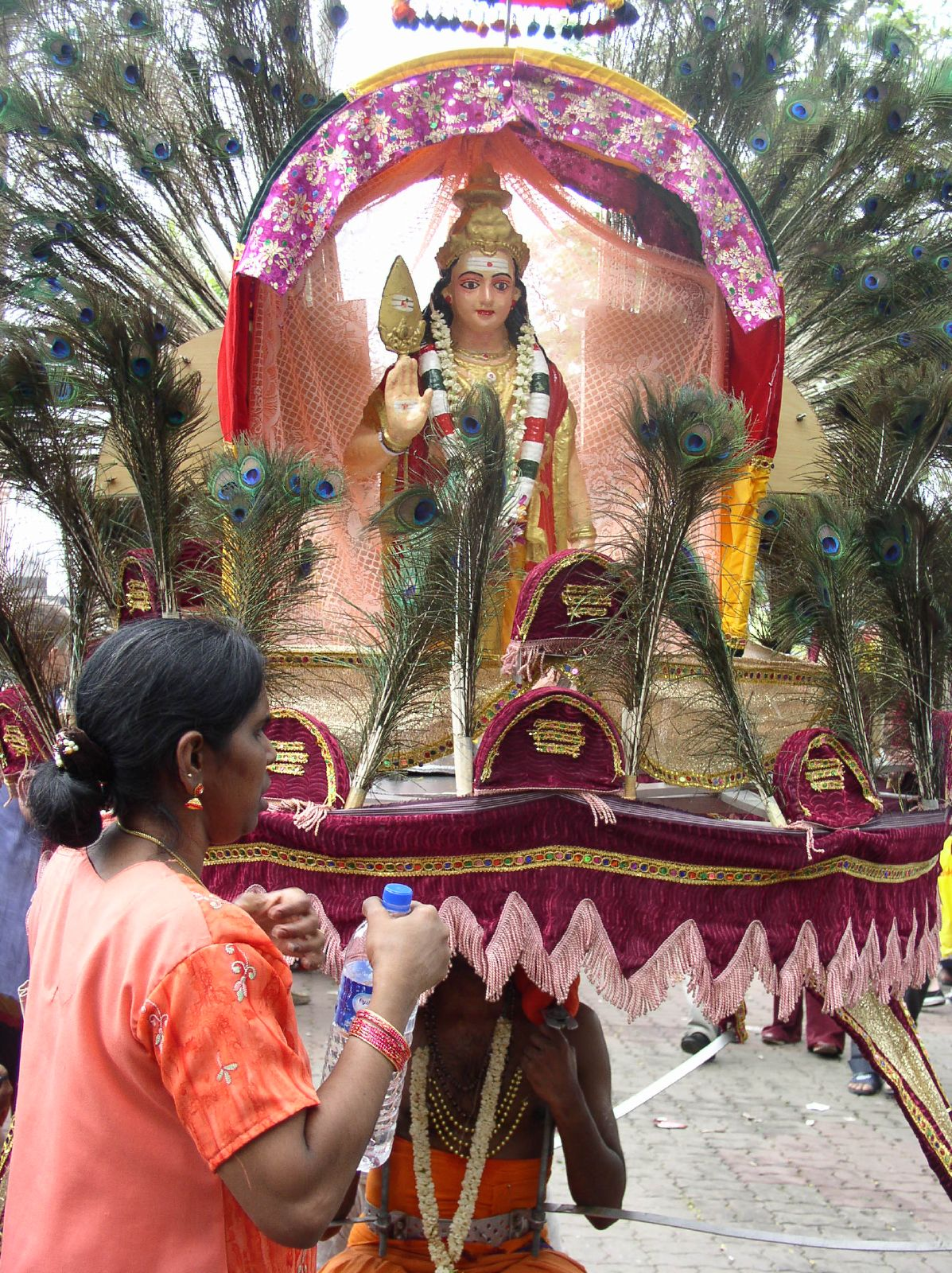
Statua di Murugan in processione durante la celebrazione del Thaipusam in Malesia.

Nell'induismo, Karttikeya, chiamato Skanda nel testo sacro dei Veda, o anche Murugan, Subrahmanya, Velan, Kumara e Shanmukha è il Deva della guerra e viene venerato principalmente dalle popolazioni tamil. Il nome Skanda significa "lo zampillante" in quanto la tradizione lo vuole concepito dal solo seme che il padre Rudra-Śiva gettò nel fuoco e rovesciò nel Gange.
Nel passaggio da dio vedico a dio dei Purāṇa la tradizione lo vuole figlio secondogenito di Śiva e Parvati e fratello di Gaṇeśa, concepito per uccidere il Daitya (o demone) Tarakasura (detto anche Taraka). Deve il suo nome al fatto di essere stato concepito dalle Kṛittikā (le 6 Pleiadi indiane).
Karttikeya viene solitamente raffigurato con sei teste e, talvolta, dodici braccia (in onore delle Krittika), armato di lancia, porta la corona delle divinità maggiori e il suo veicolo è o il pavone Paravani o un gallo. Grazie a una lega fatta di nove metalli, Bogar avrebbe creato l'immagine di Murugan a Palani nel tempio in Montagna.
Karttikeya rappresenta quell'aspetto di Dio che protegge la crescita spirituale degli aspiranti.
Il suo culto era vietato alle donne ed era anche protettore dei ladri.
Un altro nome con cui è conosciuto è Kumara (letteralmente "il forte ragazzo") che nei Purana dedicati a Visnù è figlio del dio del fuoco Agni e della ninfa Sara.
Questa divinità è risultante dalla fusione di diverse persone divine, ossia di Indra vedico, di Sūrya, oltre che di Śiva.

## Origine
La nascita di Karttikeya è narrata nel Brahmāṇḑa Purāṇa.
Gli dei erano preoccupati per la minaccia del demone Taraka. Agni fu incaricato di avvisare Śiva del pericolo, il quale era, in quel momento, appartato con la moglie Parvati. Śiva emise il proprio seme su Agni che, però, non fu in grado di sostenerlo e lo affidò quindi alle sei Kṛittikā sulla riva del Gange. Le sei madri, in comunione, diedero alla luce Karttikeya.